# لي سوابي
لي سوابي (بالإنجليزية: Lee Swaby)‏ مواليد 14 مايو 1976 في لنكولنشاير، إنجلترا، هو ملاكم محترف إنجليزي يصنف ضمن فئة الوزن الثقيل.

## إحصائيات
خاض خلال مسيرته 56 نزالا، فاز في 25 وتعادل في 2 وخسر في 29. فاز بالضربة القاضية في 11 نزالا.

## روابط خارجية
- لي سوابي على موقع بوكس ريك (الإنجليزية) (registration required)